# Pantha du Prince
Pantha du Prince, de son vrai nom Hendrik Weber, est un compositeur de musique électronique allemand. Ses productions sont le plus souvent affiliées au mouvement minimal, electro, house, techno et noise.

## Biographie
La carrière musicale de Pantha du Prince démarre en 2002 avec la parution du maxi Nowhere. Son premier album, Diamond Daze, sort en 2004 sous le label Dial Records. Peu médiatisé, l’album obtient un succès d’estime mais l'ambiance musicale sombre et minimale caractéristique de Pantha du Prince est déjà présente.
C’est en 2007, avec la réalisation de son deuxième album, This Bliss, que Pantha du Prince se voit véritablement consacré comme un des représentants de la musique minimale allemande. L’atmosphère romantique de l'album obtient un bon accueil du milieu de la musique minimale,. This Bliss figure notamment à la 55e position du classement effectué par Resident Advisor célébrant les meilleurs albums électro sortis dans les années 2000.
Pantha du Prince décide ensuite de signer avec le label anglais Rough Trade pour la réalisation de son nouvel opus. Son troisième album, Black Noise, sort le 8 février 2010. Enregistré en partie dans un chalet situé en pleine montagne, dans les Alpes suisses, Black Noise offre une atmosphère organique, orageuse, fortement imprégnée du climat environnant. Hendrik Weber a notamment utilisé des sons enregistrés en pleine nature pour atteindre ce résultat. Bien que rompu aux enregistrements solitaires, le musicien a décidé de recourir aux services de deux amis pour l'album. D’autres artistes ont également participé, tels que Panda Bear (du groupe Animal Collective) sur le morceau Stick to my side, et Tyler Pope (guitariste du groupe !!!).

## Discographie

### Albums studio
- Diamond Daze (2004)
- This Bliss (2007)
- Black Noise (2010)
- The Triad (2016)
- Conference of Trees (2020)
- Garden Gaia (2022)
- This Bliss (2024)

### Compilations
- XI Versions of Black Noise (2011) (Album de remixes)

### Autres projets
Pantha Du Prince & The Bell Laboratory
- Elements of Light (2013)

Hendrik Weber
- 429 HZ Formen Von Stille (2021)